# Breaker (computerspel)
Breaker is een computerspel dat werd ontwikkeld door Cees Kramer van Radarsoft. Het spel kwam in 1987 uit voor de MSX 2-computer. De bedoeling van het spel is met een batje tegen een balletje te slaan en hiermee allerlei hindernissen weg te breken. De speler heeft twee batjes, waarvan de bovenste alleen verticaal kan bewegen en de onderste alleen horizontaal.